# Јанез Хрибар Тоне
Јанез Хрибар Тоне Погачник (Лож, код Старог Трга при Ложу, 3. септембар 1909 — Врхника при Ложу, 23. октобар 1967) био је учесник Народноослободилачке борбе, друштвено-политички радник ФНР Југославије и НР Словеније и народни херој Југославије.

## Биографија
Јанез Хрибар рођен је 3. септембра 1909. године у Ложу код Старог Трга при Ложу, у сељачкој породици. Основну школу заршио је у Ложу. Све предратне године живео је на обитељском имању. Године 1930. одслужио је војни рок у Загребу. У оквиру радничко-сељачког друштва „Свобода“ учествовао је у дувачком оркестру у Ложу, у драмској секцији и у ватрогасном друштву.
Године 1932. ступио је у Друштво сеоских младића и девојака. Тих је година читао марксистичку литературу, због чега је све више био оријентисан левичарски и антиклерикално. На општинским изборима 1936. године у Ложу, добрим је делом његовом заслугом победила опозициона сељачко-радничка листа. Убрзо је постао члан Главног одбора „Свободе“. Био је један од потписника прогласа Савеза радног народа у новембру 1939. године. Исте године постао је члан Комунистичке партије Југославије. Успео је да придобије још два члана, па је заједно с њима формирао прву партијску ћелију у Нотрањској.
Дана 31. децембра 1939. и 1. јануара 1940. учествовао је на партијској конференцији у Јоштовом млину у Медлогу код Цеља, а јуна 1940. на партијској конференцији изнад Моравча. Власти су га почетком 1941. послале у војни логор Међуречје код Ивањице, где је остао до распуштања логора.

### Народноослободилачки рат
Након окупације Југославије у априлу 1941. Хрибар се укључује у борбу и спада међу прве организаторе оружаног устанка у Нотрањској. Маја 1941. учествовао је на састанку код Жана Залара у Боровници, коме је присуствовало осам комуниста, међу којима и Миха Маринко и Франце Попит. На том је састанку именован Окружни комитет Комунистичке партије Словеније за Нотрањску, у коме је био и Хрибар. Он је покренуо иницијативу за скупљање оружја, муниције и друге војничке опреме.
Крајем јуна 1941, прешао је у илегалу. Обилазио је села и успостављао везе с комунистима, симпатизерима и повереницима. Највише се задржавао на Блошкој и Шентвидској висоравни и на Ракитни. Партизанима је приступио у новембру 1941. године, у Трећи батаљон Љубе Шерцера, где је прво био заменик команданта батаљона, а крајем марта политички комесар батаљона. У то време је све до средине фебруара 1942. радио и на терену. Главни штаб НОВ и ПО Словеније га је 29. априла 1942. именовао за политичког комесара Нотрањског одреда, а 26. јула за политичког комесара Кримског одреда.
У време постојања ослобођене територије од маја до августа 1942, обилазио је села и говорио на митинзима. Италијански окупатор је средином 1942. окупио снаге и разбио ослобођену територију. Пред навалом окупатора, повукао се и Хрибар са својим одредом. Августа 1942. формирана је Трећа група одреда, са укупно пет одреда. Хрибар је постао политички комесар те групе.
Дана 6. октобра 1942. Главни штаб је формирао бригаду „Љубо Шерцер“ и за политичког комесара именовао Јанеза Хрибара. Средином јула 1943. формирана је Четрнаеста дивизија, у којој је Хрибар постао заменик политичког комесара. На тој је функцији остао до формирања Осамнаесте дивизије у септембру 1943. године. У дивизији је остао до децембра 1943. године, кад је Врховни штаб НОВ и ПОЈ именовао мајора Јанеза Хрибара за политичког комесара Деветог корпуса. У то време постао је члан Антифашистичког већа народног ослобођења Југославије и Словеначког народноослободилачког савета.
У Деветом корпусу је остао до 15. септембра 1944. и тамо је планирао низ војних и политичких акција. Доживео је успехе, али и поразе које је једницама Деветог корпуса нанео немачки окупатор. Последње дане међу партизанима провео је у Нотрањској и Долењској. 15. септембра 1944. године именован је, у чину пуковника, за политичког комесара Седмог корпуса. На том је положају остао до краја рата.

### Послератна каријера
Када је 5. маја 1945. у Ајдовшчини формирана прва словеначка влада, Јанез Хрибар је у њој био министар пољопривреде и на том је положају остао све до 1947, након чега је био министар без портфеља. Од септембра 1949. до маја 1950. био је председник Народног одбора Љубљана-околина, до децембра 1951. председник Савета за пољопривреду НР Словеније, те председник Савета пољопривредних задруга Југославије.
Од 1945. године био је члан Централног комитета Комунистичке партије Словеније, од 1948. члан Политбироа, односно Извршног комитета Савеза комуниста Словеније, а од 1948. до децембра 1964. члан Централног комитета Савеза комуниста Југославије.
Године 1950. прво је био организациони секретар, а затим председник Социјалистичког савеза радног народа Словеније. Био је резервни пуковник Југословенске народне армије.
Због болести је 1963. отишао у пензију. Умро је 23. октобра 1967. у Врхники при Ложу.
Носилац је Партизанске споменице 1941., Ордена народног ослобођења, Ордена партизанске звезде првог ступња, Ордена заслуга за народ првог ступња, Ордена братства и јединства првог ступња, Ордена за храброст и Ордена заслуга за народ другог ступња. Орденом народног хероја одликован је 21. јула 1953. године.